# João Antonio Zuffo
João Antonio Zuffo (São Paulo, 28 de maio de 1939) é Professor Titular Emérito da Escola Politécnica da USP,  engenheiro eletricista graduado pela Escola Politécnica em 1963, e cientista. Projetou e implementou o primeiro circuito integrado (CI) brasileiro em 1971. Em 1968 foi um dos fundadores do Laboratório de Microeletrônica da Escola Politécnica da USP, o LME-EPUSP. Em 1975 fundou o Laboratório de Sistemas Integráveis da Escola Politécnica da USP, o LSI-EPUSP. 

## Premiações
Foi agraciado com a Grã-Cruz da Ordem Nacional do Mérito Científico em 1998. Em 1991 foi contemplado com o título de Personalidade de Tecnologia conferido pelo Sindicato dos Engenheiros do Estado de São Paulo, SEESP. Em 2009 foi agraciado com o prêmio Padre Roberto Landell de Moura outorgado pela Sociedade Brasileira de Microeletrônica SBMicro. Em 2010 foi agraciado com a Ordem do Mérito Aeronáutico, grau cavaleiro. Em 2013 foi agraciado com a Ordem do Mérito da Defesa grau Comendador. Em 2021 foi agraciado pela CNTU como Personalidade em Engenharia, pelos 50 anos do projeto do primeiro Circuito Integrado Brasileiro.

## Primeiro Circuito Integrado Brasileiro e a Independência em Microeletrônica
Em abril de 1971, nas dependências do Laboratório de Microeletrônica, do Depto. de Engenharia de Eletricidade da Escola Politécnica da USP. João Antonio Zuffo, projetou e construiu o primeiro circuito integrado Brasileiro . A partir de então atua fortemente para uma Política Nacional de Microeletrônica contribuiu  com a criação e consolidação da Sociedade Brasileira de Microeletrônica. A partir da década de 2000 dedica-se também a criar visões do futuro à partir da evolução tecnológica propiciada pela Microeletrônica. Em 2021, a Escola Politécnica da USP, realizou as comemorações de 50 anos do projeto e construção do primeiro circuito integrado brasileiro. 

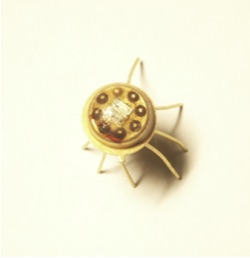
Primeiro CI brasileiro por joão antonio zuffo (abril de 1971) encapsulado

## Publicações
1. Zuffo, João Antonio e Mammana, Carlos Inácio Zamitti,. Dispositivos e Circuitos Eletrônicos. Mcgraw Hill do Brasil LTDA. 1971.
2. Subsistemas Digitais e Circuitos de Pulso, Edgar Blucher, Volume 1,  1972.
3. Subsistemas Digitais e Circuitos de Pulso, Edgar Blucher, Volume 2,  1972.
4. Subsistemas Digitais e Circuitos de Pulso, Edgar Blucher, Volume 3,  1972.
5. Dispositivos Eletrônicos - Física e Modelamento, Mcgraw Hill do Brasil LTDA, 1976.
6. Sistemas Eletrônicos Digitais Vol. 1 Organização Interna e Projeto, Editora Edgar Blucher, 1976. 247 páginas.
7. Sistemas Eletrônicos Digitais Vol. 2 Organização Interna e Projeto, Editora Edgar Blucher, 1976. 233 páginas.
8. Fundamentos da Arquitetura e Organização dos Microprocessadores, Editora Edgard Blucher, 1978 - 419 páginas. CDD 621.381.1958.17  621.381.95,835.18
9. Circuitos Integrados em Media Escala e em Larga Escala, Série Microprocessadores. Editora MEC Seplan e Edgar Blucher. 1977. 422 Páginas. 1981.
10. Microprocessadores: Dutos do Sistema, Técnica de Interface e Sistemas de Comunicação de Dados. Série Microprocessadores. Editora Edgar Blucher. 1981.  528 Páginas.
11. Compêndio de Microeletrônica, Editora Guanabara Dois, 1984. ISBN 85-7030-049-2.
12. A Infoera - O Imenso Desafio do Futuro, Editora Saber, SP, 1997. ISBN 85-7116-006-6.
13. A Sociedade e a Economia no Novo Milênio, Editora Manole Ltda, 2002 - 338 páginas. ISBN 85-204-1743-4[11]
14. A Sociedade e a Economia no Novo Milênio, Editora Manole Ltda, 2002 - Livro II.  ISBN 85-204-1633-0[11]
15. Flagrantes da vida no futuro. São Paulo: Saraiva, 2007. ISBN 9788502065727. 229 Páginas
16. Lendas do Amanhã. Amazon Digital Services LLC - Kdp, 2024. ISBN 9798878239974   380 Páginas.